# Honinbo Shusaku
Honinbo Shusaku (geboren als Kuwahara Torajiro, Tonoura (nabij Onomichi), 5 mei 1829-Edo, 10 augustus 1862) was een Japanse Go-speler. Hij geldt als een go legende, vooral vanwege zijn score van 19 overwinningen uit 19 partijen in de zogenaamde kasteelpartijen, de belangrijkste wedstrijden in de Edoperiode.
Shusaku's talent voor het Go-spel werd al vroeg ontdekt, en op zesjarige leeftijd kwam hij onder de hoede van Asano, de lokale daimyo en zelf ook een verwoed Go-speler. Hij leerde eerst van Hoshin, de sterkste speler in zijn regio, en in 1837 vertrok hij naar Edo, waar hij als leerling toetrad tot het befaamde Honinbo-huis. Op 29 november 1839 werd hij gepromoveerd tot shodan (1e dan).
In 1840-1841 keerde Shusaku voor ruim een jaar terug naar huis, waar Asano hem een royale jaarlijkse toelage toekende, en hij zich op andere gebieden zoals de kalligrafie bekwaamde. Na terugkomst in Edo werd zijn naam gewijzigd in Shusaku en ontving hij de promotie tot eerste dan. Promoties tot tweede en derde dan volgden snel, waarna hij in 1844-1845 voor een tweede periode van 18 maanden in Tonoura en Onomichi verbleef.

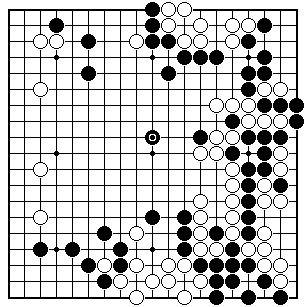
De rode-orenzet. De verzamelde go-spelers dachten dat Gennan (wit) nog steeds voor stond, maar een dokter was het hier niet mee eens. Hij merkte op dat Gennans oren rood werden toen hij deze zet zag, een teken dat hij verrast was en in de problemen zat.

Onderweg terug naar Edo speelde Shusaku in Osaka de meest beroemde partij uit zijn carrière. Hij ontmoette daar Gennan Inseki, mogelijk de sterkste speler van dat moment. De eerste partij speelde Shusaku met 2 stenen, maar na 1 dag brak Gennan de partij af en bepaalde dat de volgende partijen met Shusaku zwart zonder verdere voorgift gespeeld zouden worden. In de eerste van die partijen speelde Gennan een nieuwe variatie van de taisha, waardoor Shusaku in de problemen kwam, maar later kwam Shusaku met een verrassende zet. Deze zogenaamde rode-orenzet geldt als de beroemdste zet in de geschiedenis van Go. Shusaku won deze partij, zowel als beide volgende partijen, hoewel de voorgift gezien hun verschil in dangraad te klein was.
Terug in Edo werd Shusaku tot vijfde dan gepromoveerd, en kreeg het aanbod de beoogde erfgenaam van Honinbo Shuwa te worden als hoofd van het Honinbo-huis. Shusaku weigerde echter deze grote eer, omdat hij zich verplicht voelde ten opzichte van Asano. Pas toen deze formeel zijn claim opgaf, accepteerde Shusaku zijn nieuwe rol. In tussentijd speelde hij in 1846-1847 een significant aantal partijen tegen Shuwa, die zich nu persoonlijk voor Shusaku's verdere ontwikkeling inzette. In 1848 werd hij officieel erfgenaam en kreeg hij zijn promotie tot zesde dan.
In 1849 speelde Shusaku zijn eerste kasteelpartijen. Dit was het hoogtepunt van het go-leven in de Edo-periode: De sterkste spelers speelden partijen in het bijzijn van de shogun - althans van oorsprong, in Shusaku's tijd was de gewoonte dat de partijen enkele dagen eerder werden gespeeld, en daarna nagespeeld bij de shogun, waarna er mogelijk op verzoek van de shogun nog extra partijen, de o-konomi partijen, werden gespeeld. Shusaku won zijn beide partijen, daarmee een begin makend van een serie van 19 ongeslagen kasteelpartijen.
In 1853 speelde Shusaku een bekende serie van 23 partijen tegen Ota Yuzo, de speler waartegen hij de meeste moeite had. Hij slaagde erin Ota Yuzo in deze serie tot een handicap van sen-ai-sen (elke 3 partijen had Shusaku 2 keer wit, 1 keer zwart) te brengen, en werd gepromoveerd tot 7e dan (al wordt ook wel aangenomen dat hij al in 1849 werd gepromoveerd, toen hij gelijke handicap tegen Yuzo bereikte).
De gedwongen opening van Japan door Matthew Calbraith Perry in 1853 bracht de bloei van Go in het begin van de 19e eeuw tot een einde. De shogun had andere dingen dan Go om zich mee bezig te houden, en in 1854 waren er daarom na de kasteelpartijen geen o-konomi partijen. In 1855 zorgde een aardbeving ervoor dat de kasteelpartijen zelfs geheel werden afgelast. Shusaku hield zich in zijn laatste jaren ook bezig met de opleiding van Murase Shuho, zijn beoogde erfgenaam.
In 1862 werd het Honinbo-huis getroffen door een cholera-epidemie. Shusaku hielp bij de verzorging van de slachtoffers, maar, waarschijnlijk al verzwakt door een vasten eerder dat jaar als rouw na de dood van zijn moeder, werd hij zelf ook getroffen door de ziekte, en op 10 augustus kostte deze hem het leven.